# دژکرد
دژکرد شهری از توابع بخش سده شهرستان اقلید در استان فارس است. دژکُرد یا دژگُرد دژی مستحکم در منطقه کوهستانی زاگرس بوده و مربوط به دوره ساسانی است.

## جمعیت
جمعیت این شهر بر پایهٔ سرشماری سال ۱۳۹۵ برابر با ۳٬۹۲۴ تن است.